# Knysz (pieróg)

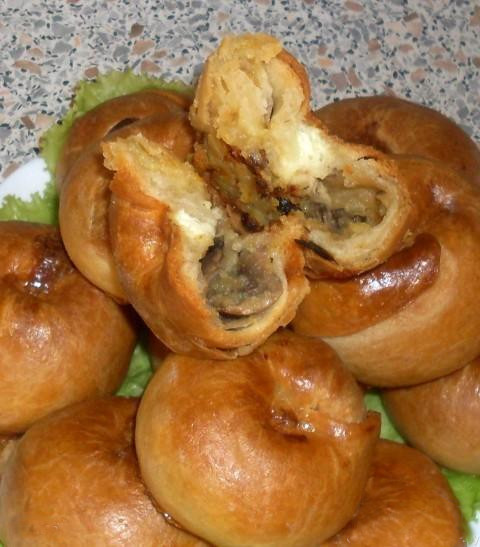
Knysze nadziewane ziemniakami i smażoną cebulą

Knysz (gram. rodzaj męski) – okrągły pieczony pierożek, dawniej spożywany podczas obchodów upamiętnienia umarłych. Obecnie rodzaj pieczonych pierogów z różnego rodzaju nadzieniem (kapusta, cebula, mięso, grzyby, twaróg z kminkiem lub rodzynkami). Podaje się jako samodzielne danie lub (na słodko) jako deser. Potrawa wschodnioeuropejska i kresowa obecna w kuchni białoruskiej, litewskiej, rosyjskiej, ukraińskiej i żydowskiej (u Żydów aszkenazyjskich oraz zamieszkałych w Ameryce i Izraelu). 

## Charakterystyka
Knysz jest rodzajem rosyjskiego pi(e)roga: nieduży okrągły pi(e)rożek ze słonym lub słodkim nadzieniem zawiniętym w cienkie ciasto, które może być zlepione na różne sposoby, np. tworząc wgłębienie na wierzchu, po czym upieczony.
Według jednych knysz jest małą bułeczką, a według innych pieczonym pierożkiem z różnego rodzaju nadzieniem (mięsnym, kapustnym, grzybowym, cebulowym, twarogowym, ziemniaczanym czy owocowym), albowiem z wyglądu przypomina zarówno bułeczkę, jak i nie całkiem oblepiony pieczony pierożek, którego wnętrze zostało wypełnione farszem, tradycyjnie kaszą gryczaną lub ziemniakami, widocznym na wierzchu. Najczęściej knysz ma okrągły kształt. Można go spożywać samodzielnie jako ciepłą przekąskę, na lunch, a także może zostać podany jako dodatek do zupy lub potrawy mięsnej. 
Początkowo jedzenie knyszy było związane z rytuałem pogrzebowym, ale ta tradycja zanikła wraz z upływem czasu.
W kuchni bieszczadzkiej knysze nadziewa się na różne sposoby, np.
- kaszą gryczaną, serem twarogiem i cebulą,
- kaszą jęczmienną, mięsem i cebulą,
- ziemniakami, serem i cebulą,
- kiszoną kapustą, ziemniakami i podsmażaną cebulką.

## Dawne zdefiniowanie
W XVII wieku określenia knysze użył w jednym ze swoich utworów Wacław Potocki, pisząc:

Ruś piecze knysze umarłym.

W 1830 roku etnograf Łukasz Gołębiowski opisał knysze w następujący sposób:

Knysze, pierogi ruskie okrągłe z wzniesionym brzegiem, środek cebulą smażoną wyłożony.

Podobna definicja knysza została zamieszczona w Encyklopedii staropolskiej Glogera z 1900 roku:

Knysz, pierog okrągły, niewielki, z wzniesionym brzegiem, na środku cebulą smażoną wyłożony.

Zaznaczając, że:

Karłowicz przypuszcza, że wyraz ten pochodzi z niemieckiej nazwy bułeczki królewieckiej knist i słowa knischen, gnieść, miesić rozczynę.

We współcześnie wydanym słowniku najstarszych nazwisk polskich knysz scharakteryzowano jako:

rodzaj kołacza, pieroga, pieczywo obrzędowe.

Według etymologa Andrzeja Bańkowskiego wyraz knysz oznacza rodzaj bułeczek dawanych na ofiarę do cerkwi. W pracy Zofii Kurzowej pt. Polszczyzna Lwowa i kresów południowo-wschodnich do 1939 roku słowo knysz zostało użyte w znaczeniu chleba świątecznego, podczas gdy Maria Dembińska, opisując jedzenie i napoje w średniowiecznej Polsce, zdefiniowała knysz jako strudel z kaszą gryczaną.
Knysze były też nazywane kołaczami na stypie lub dziaduszkami, gdyż w Dzień Zaduszny rozdawano je na cmentarzach wędrownym żebrakom. Podobnie w mowie ukraińskiej knysz oznaczał pieroga, którego jedzono podczas obchodów upamiętnienia umarłych.

## Knysz nowojorski

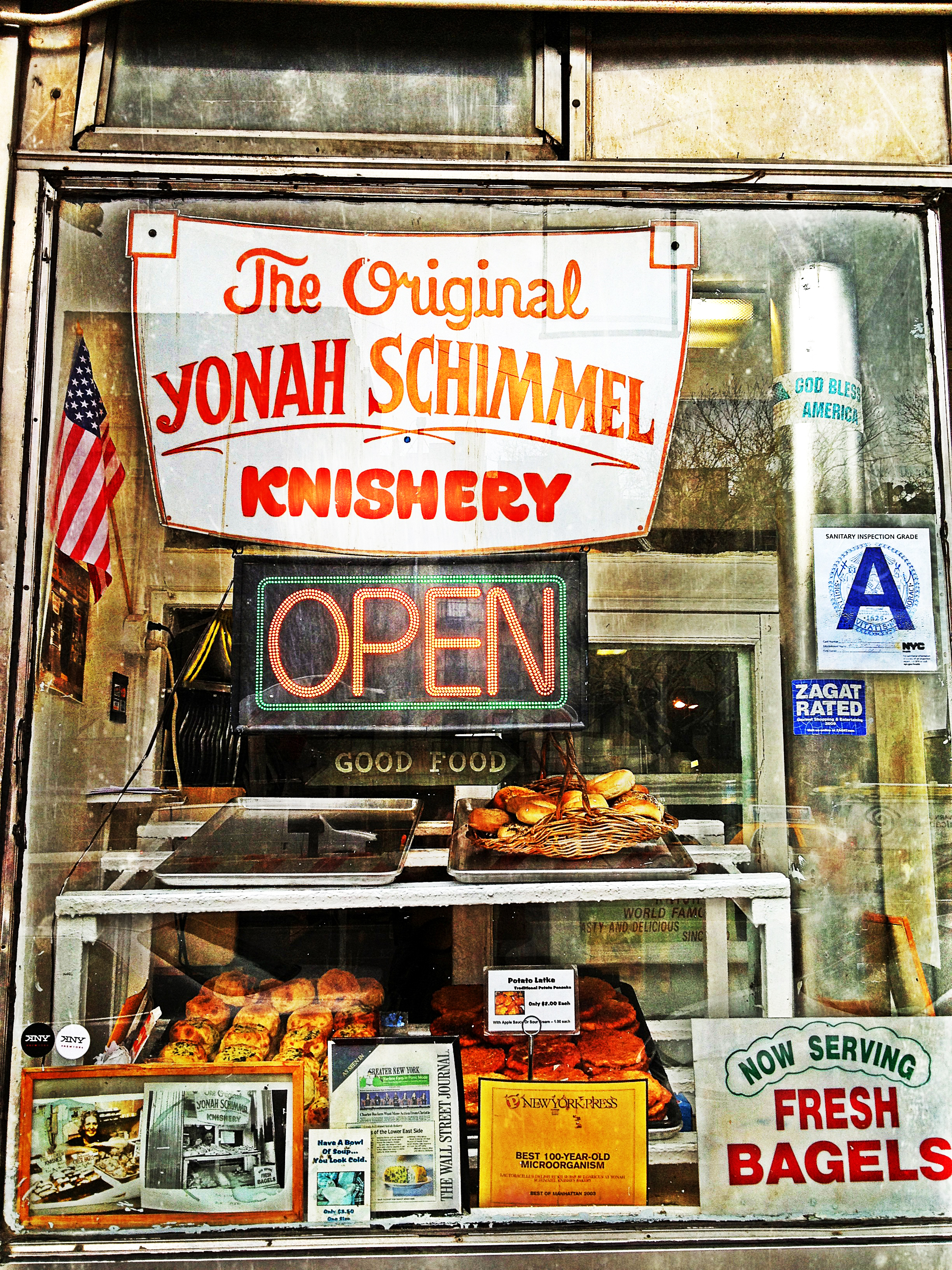
Wystawa piekarni knyszy Yonaha Schimmela w 2013

Knysze stały się znane w Nowym Jorku dzięki żydowskim emigrantom, którzy przybywali licznie do metropolii około 1900 roku z Rosji, Białorusi i Ukrainy.
Jednym z pierwszych ulicznych sprzedawców knyszy był Yonah Schimmel, Żyd-emigrant z Rumunii, który już w 1890 roku handlował nimi z obwoźnego wózka na plaży. Takie wózki z knyszami aż do lat 70. XX wieku można było spotkać na rogach nowojorskich ulic. Po pewnym czasie Yonah Schimmel założył małą piekarnię knyszy na Houston Street, którą prowadził z kuzynem Josephem Bergerem. Po wycofaniu się Yonaha Schimmela Joseph Berger dalej prowadził piekarnię, zachowując dawną nazwę. W 1910 roku Joseph Berger przeniósł działalność na Manhattan, pomiędzy First Avenue i Second Avenue, gdzie działa do dziś jako lokal gastronomiczny, w którym oprócz różnych wariantów ręcznie robionych knyszy (np. z kaszą, ziemniakami i cebulą, ziemniakami i szpinakiem czy słodkimi ziemniakami) można także zjeść np. kugel i placki ziemniaczane. Piekarnia knyszy („knyszarnia”) Schimmela jest najstarszą w Nowym Jorku. 